# Subaru Rex
De Subaru Rex is een automodel in de miniklasse dat in 1972 voor het eerst als driedeurs werd geïntroduceerd in Japan. De modelnaam Rex betekent "koning" in het Latijn. De auto had een achterin geplaatste motor en achterwielaandrijving. In de export heette het model Subaru 400, latere versies waren de 500 en 550.
Met de modelwijziging in 1981 had de Rex voortaan een voorin geplaatste motor en voorwielaandrijving. Deze auto werd verkocht als de Subaru 600/700 en Subaru Mini Jumbo in Europa en in Australië als de Subaru Sherpa. De in 1984 geïntroduceerde Subaru Justy was gebaseerd op het 81-model. 
In 1986 was er nog een modelwijziging van de Rex, die in 1989 een facelift kreeg. Dit model staat ook wel bekend als de Subaru Sherpa/Fiori en Subaru Mini Jumbo M70/M80. 
De opvolger van de Subaru Rex was in 1992 de Vivio. Er werden in totaal 1.902.811 exemplaren van de Subaru Rex geproduceerd.

## Eerste generatie (K21/K22/K42, 1972-1976)

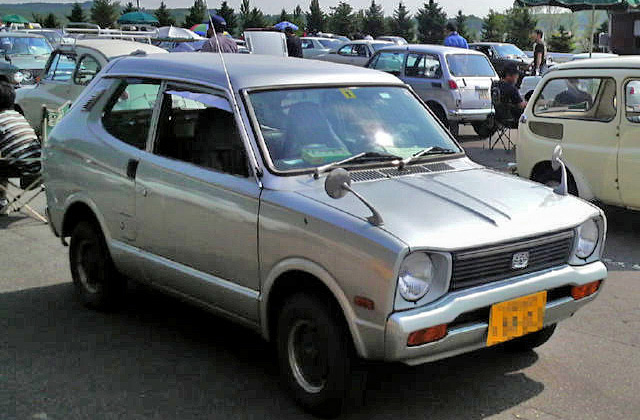
Rex K21
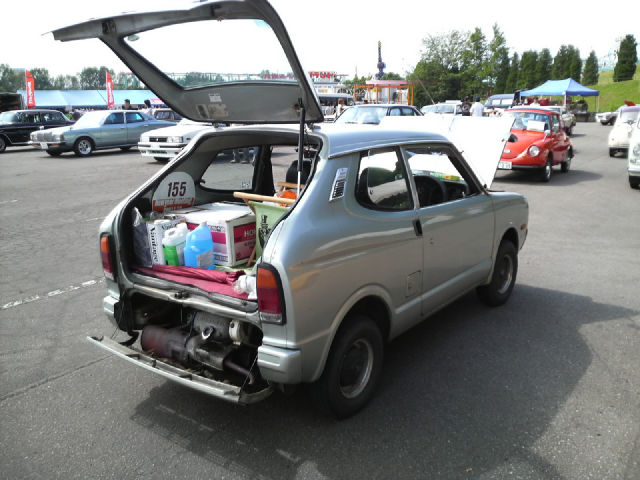
Rex K21, achteraanzicht
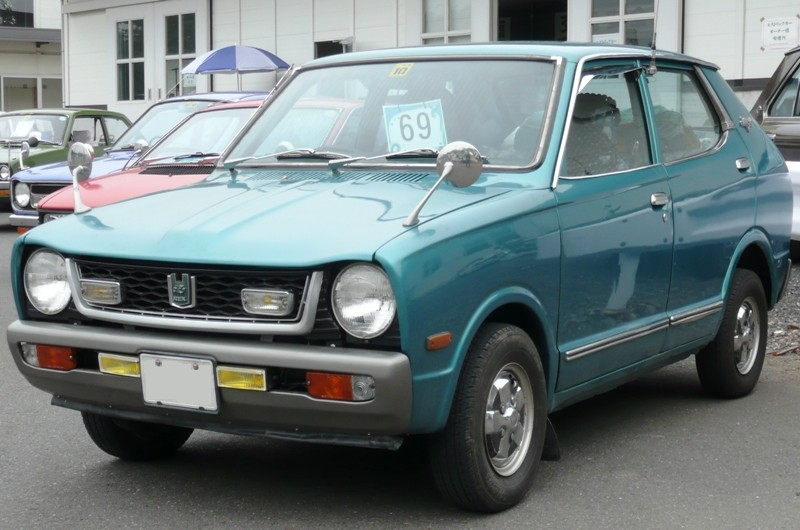
Rex vijfdeurs

De Rex K21 werd in juli 1972 geïntroduceerd als opvolger van de Subaru R-2. Net als zijn voorganger had hij een heckmotor en een handgeschakelde vierversnellingsbak. De carrosserie was echter aanzienlijk gemoderniseerd, zodat er nu achterin een bagageruimte beschikbaar was. Het ontwerp van de nieuwe Rex sloot aan bij de L-serie. De Rex kwam als driedeurs hatchback op de markt met de oorspronkelijk in de R-2 geïntroduceerde watergekoelde EK34-tweetaktmotor met 356 cc. In februari 1973 werd een vijfdeurs hatchback aan het assortiment toegevoegd. Terwijl de EK34-motor met enkele carburateur op 23 kW (30 pk) kwam, bracht een dubbele carburateur het vermogen tot 27 kW (37 pk).
In oktober 1973 werd de tweetaktmotor vervangen door de watergekoelde viertaktmotor EK21. Ook aan de voorzijde was er een lichte facelift met een nieuwe interne aanduiding K22. Schijfremmen voor waren nu als optie leverbaar. De Rex K22 werd geëxporteerd als Subaru 400.
Vanaf februari 1974 werd een driedeurs Van (K42) met een 20 kW (26 pk) krachtige versie van de EK21-motor leverbaar. Dit bestelwagenmodel met plaatstalen zijpanelen en zonder achterbank leverde (in Japan) een aanzienlijke belastingbesparing op. Daarnaast was er nu een optionele handgeschakelde vijfversnellingsbak leverbaar. In april 1975 kreeg de Van een hoger dak en werd het een vierzitter. Dit werd noodzakelijk vanwege de Japanse bedrijfswagenregelgeving. De motoren werden voortaan uitgerust met het SEEC-T-emissiecontrolesysteem.

### K23/K43 (1976-1981)
Als reactie op de nieuwe regelgeving voor kei cars introduceerde Subaru in mei 1976 de Rex 5. Deze behield de bestaande carrosserie (hoewel verlengd met 10 cm en met een verlengde motorkap) en een 490 cc motor. De Rex 5 (K23, K43 in de bestelwagenversie) leverde standaard 23 kW (31 pk), de bestelwagenversie 21 kW (28 pk). Deze versie, in de export de Subaru 500 genoemd, werd precies een jaar na zijn introductie vervangen door de grotere Rex 550.

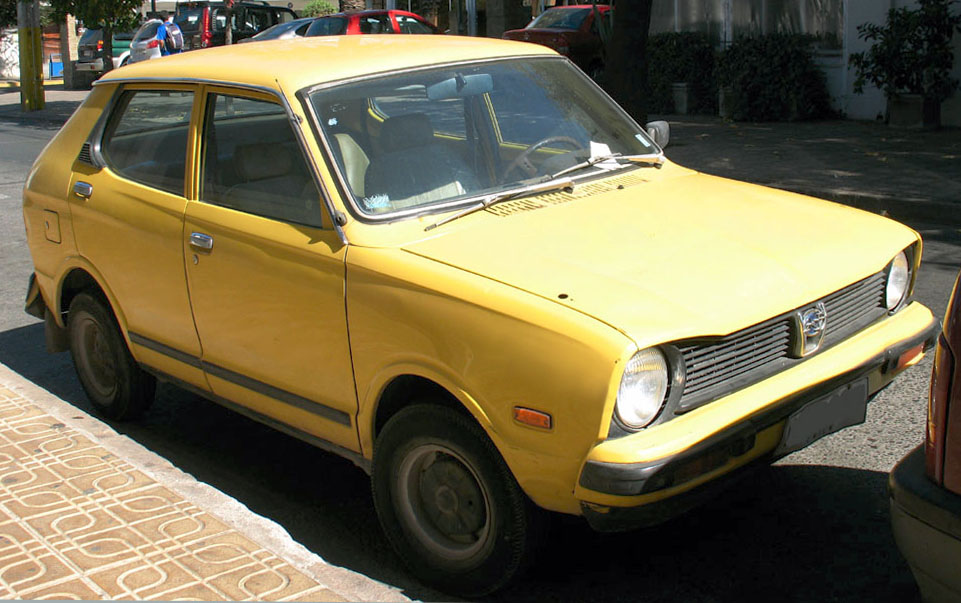
Subaru 600 (1981)

De Rex 550/Subaru 550 (K24, K44 in de bestelwagenversie) werd geïntroduceerd in mei 1977, had de met SEEC-T uitgeruste watergekoelde viertakt 544 cc EK23-motor. Wederom achterin gemonteerd en gekoppeld aan een handgeschakelde vierversnellingsbak bleef het vermogen bij 31 pk (23 kW) bij een iets lager toerental en een hoger koppel. Zoals gebruikelijk kreeg de Van een lichtere versie van de motor met 21 kW (28 pk). De 550 werd in de meeste exportmarkten de Subaru 600 genoemd.
In maart 1978 werd de SwingBack toegevoegd, een tweedeurs sedan met een grotere achterruit. De grote achterruit zorgde voor een iets kleinere opening naar de motorruimte maar maakte de toegang tot de bagageruimte van buitenaf veel handiger. In maart 1979 kreeg de Rex een lichte facelift met nieuwe velgen en licht gewijzigde bumpers en een kleine spoiler.
Als reactie op de zeer goedkope Suzuki Alto was er vanaf oktober 1979 een versie van de Van genaamd Family Rex beschikbaar voor een zeer lage prijs van ¥ 480.000 (minder dan 2.000 Amerikaanse dollars destijds). Vanaf maart 1980 was er een optionele automatische transmissie voor de Subaru 550-600.

## Tweede generatie (KA, 1981-1986)

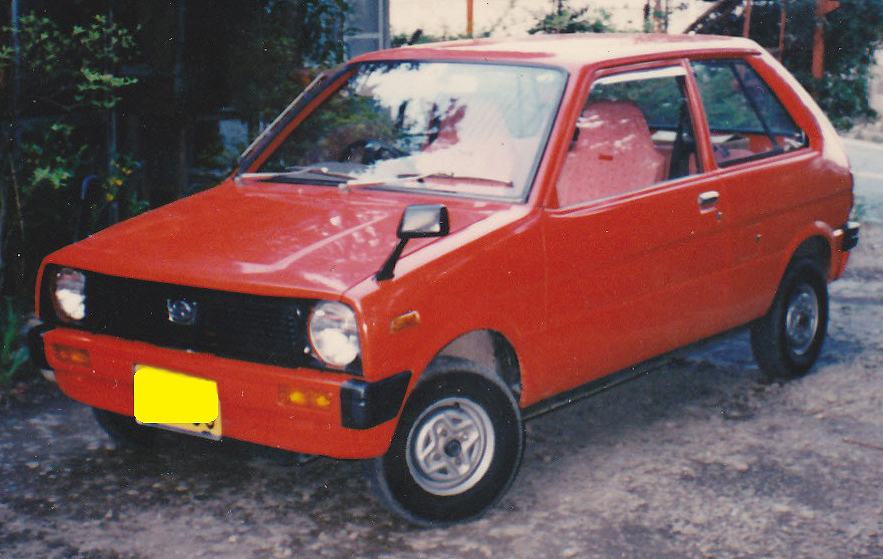
Subaru Rex KA driedeurs
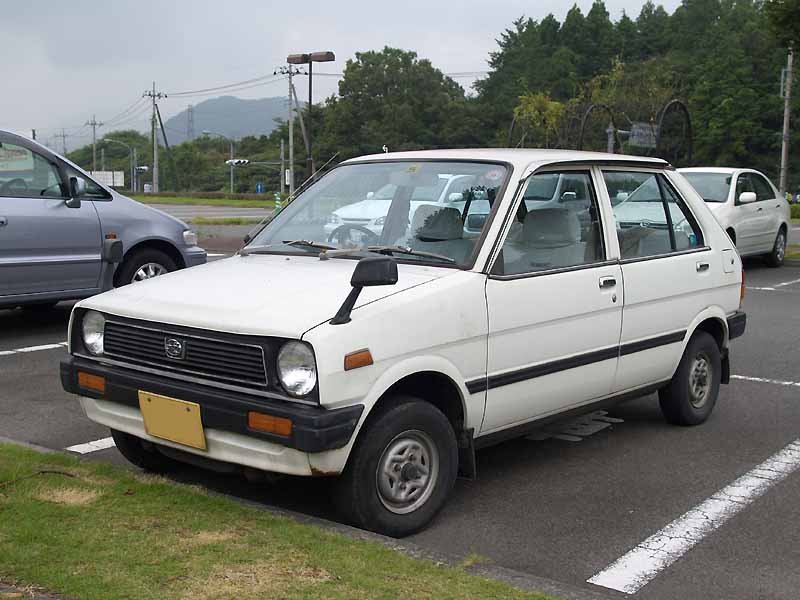
Subaru Rex KA vijfdeurs
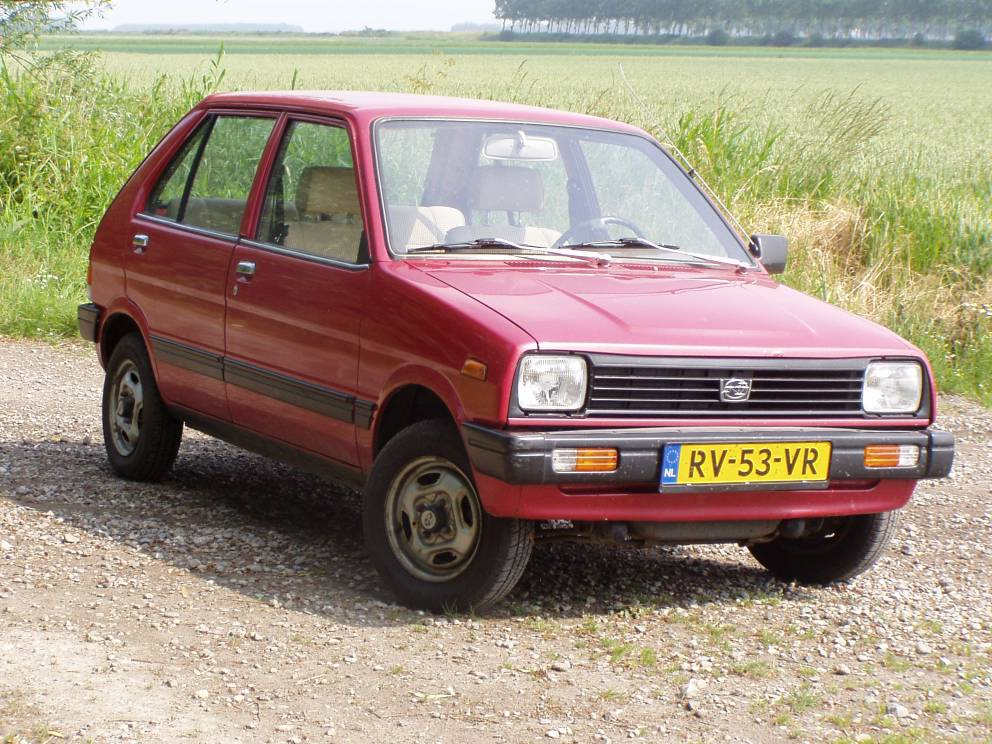
Subaru Mini Jumbo (facelift-versie)
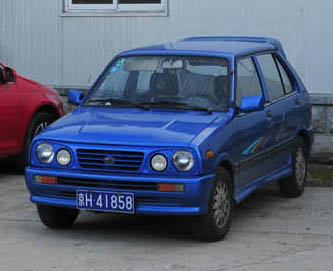
Yunque GHK

In augustus 1981 werd de tweede generatie van de Subaru Rex geïntroduceerd met de motor voorin en voorwielaandrijving, onafhankelijke wielophanging rondom en handgeschakelde vierversnellingsbak. Op de Europese markten werd de auto verkocht als Subaru 600 of Subaru Mini Jumbo, in Australië als Subaru Sherpa. De prestaties bleven aanvankelijk bij de 544 cc motor met 21 kW (31 pk) gelijk aan de voorganger. Optioneel was een handgeschakelde vijfversnellingsbak of een drietrapsautomaat leverbaar. In 1982 werd de Rex Dino geïntroduceerd, die uitsluitend en in de hele branche als eerste auto via postorder werd verkocht. Voor dit doel werd de Fuji Sankei Communications Group opgericht.
In september 1982 verscheen de Subaru 700 met een grotere 665 cc-versie van de tweecilindermotor met 27 kW (37 pk). De topsnelheid was nu 125 km/u in plaats van 110 km/u. vergezeld van een 9 cm langere voertuiglengte Door grotere bumpers nam de voertuiglengte met 9 cm toe en ook kreeg de 665 cc-versie 12-inch wielen.
Vanaf oktober 1983 was vierwielaandrijving optioneel verkrijgbaar voor de driedeurs, een noviteit in deze autoklasse. Dit kon elektrisch geactiveerd worden door op een ingebouwde schakelaar in de versnellingspook te drukken. Vanaf december 1983 werd in Japan de 544 cc-motor met turbolader gebouwd voor de 4WD-versie en waren er voortaan standaard inwendig geventileerde schijfremmen vooraan. 
In september 1984 werd de voorkant herzien en aangepast aan het zustermodel Justy met twee vierkante koplampen, de vierwielaandrijving was nu ook beschikbaar voor de vijfdeursversies. In september 1985 werd de handgeschakelde transmissie met 5 versnellingen standaard. De productie eindigde in september 1986.
Guizhou Youngman Yunque Automobile Company uit China bouwde de tweede generatie van de Subaru Rex tussen 1991 en 2005 onder licentie als Yunque GHK.

## Derde generatie (KG, 1986-1989)

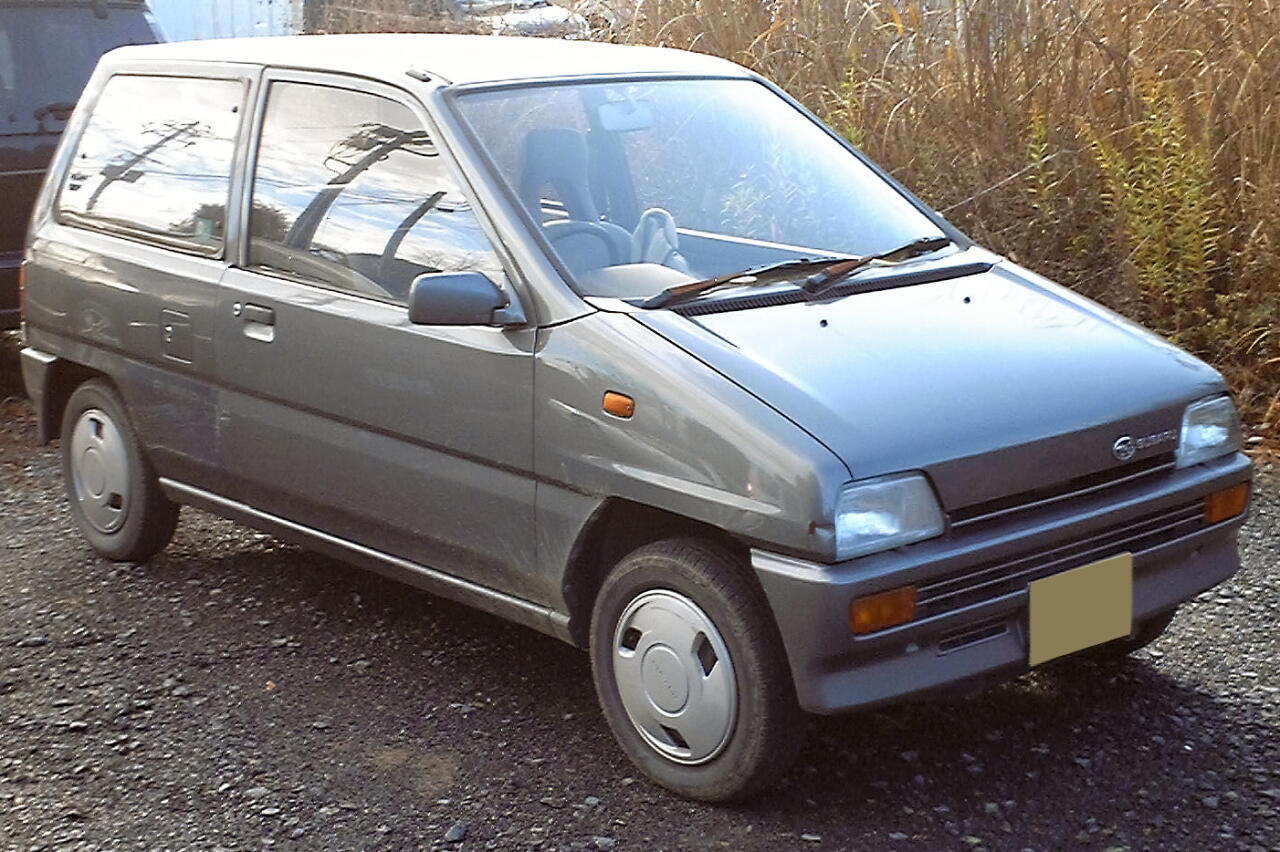
Subaru Rex KG (1986)
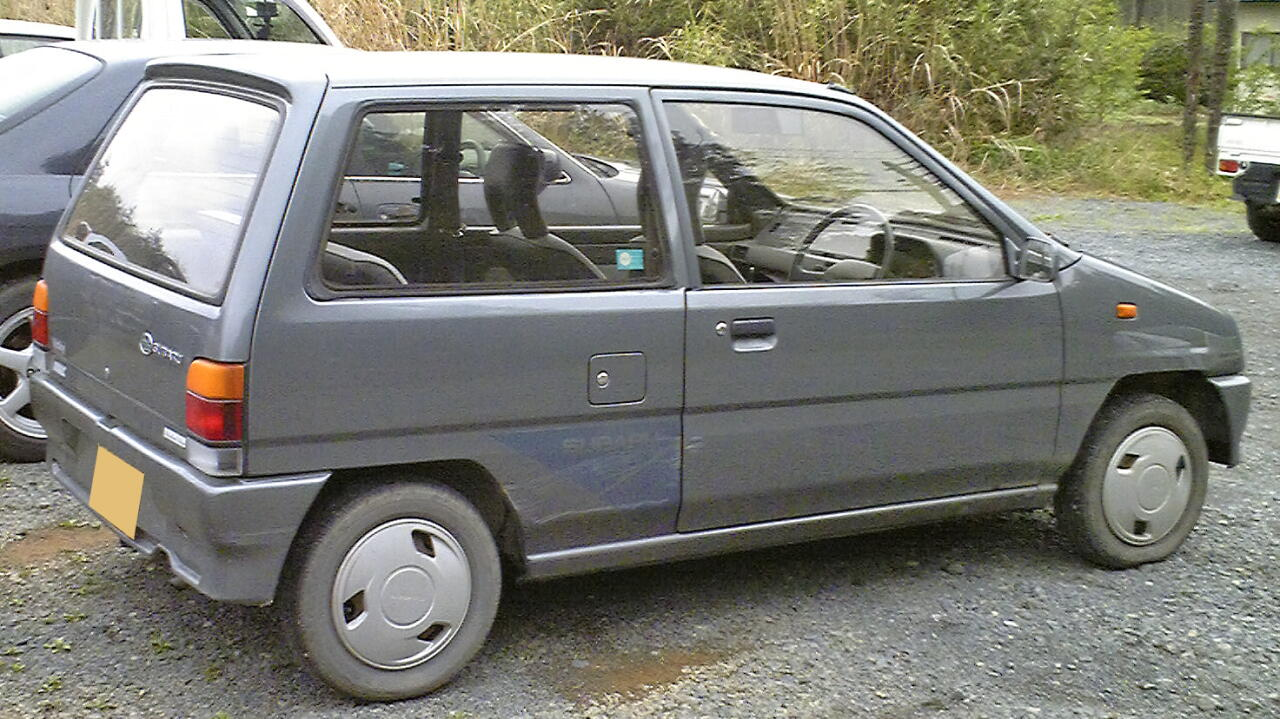
Subaru Rex KG (1986), achteraanzicht

De derde generatie Rex KG werd in november 1986 gepresenteerd met drie of vijf deuren. In de export werd de Rex KG in Europa de Mini Jumbo M70 genoemd en in Australië de Sherpa M70. Naast een SOHC-motor met 544 cc en 22 kW (30 pk) (niet voor export) was er voortaan een 665 cc-versie van de tweecilindermotor met 26 kW (36 pk) voor exportmarkten. Een turbomotor werd niet meer aangeboden.
Vanaf februari 1987 was permanente vierwielaandrijving als optie verkrijgbaar, maar alleen in combinatie met de krachtigere driekleppenmotor. Vanaf juni 1987 was optioneel een continu variabele transmissie genaamd EVT leverbaar. Een supercharged versie met inlaatkoeling en elektronische injectie werd als optie aangeboden vanaf maart 1988. Het vermogen van de motor nam toe tot 40 kW (55 pk). Vanaf mei 1988 was er optioneel een groot centraal elektrisch schuifdak leverbaar.

### KH (1989-1992)

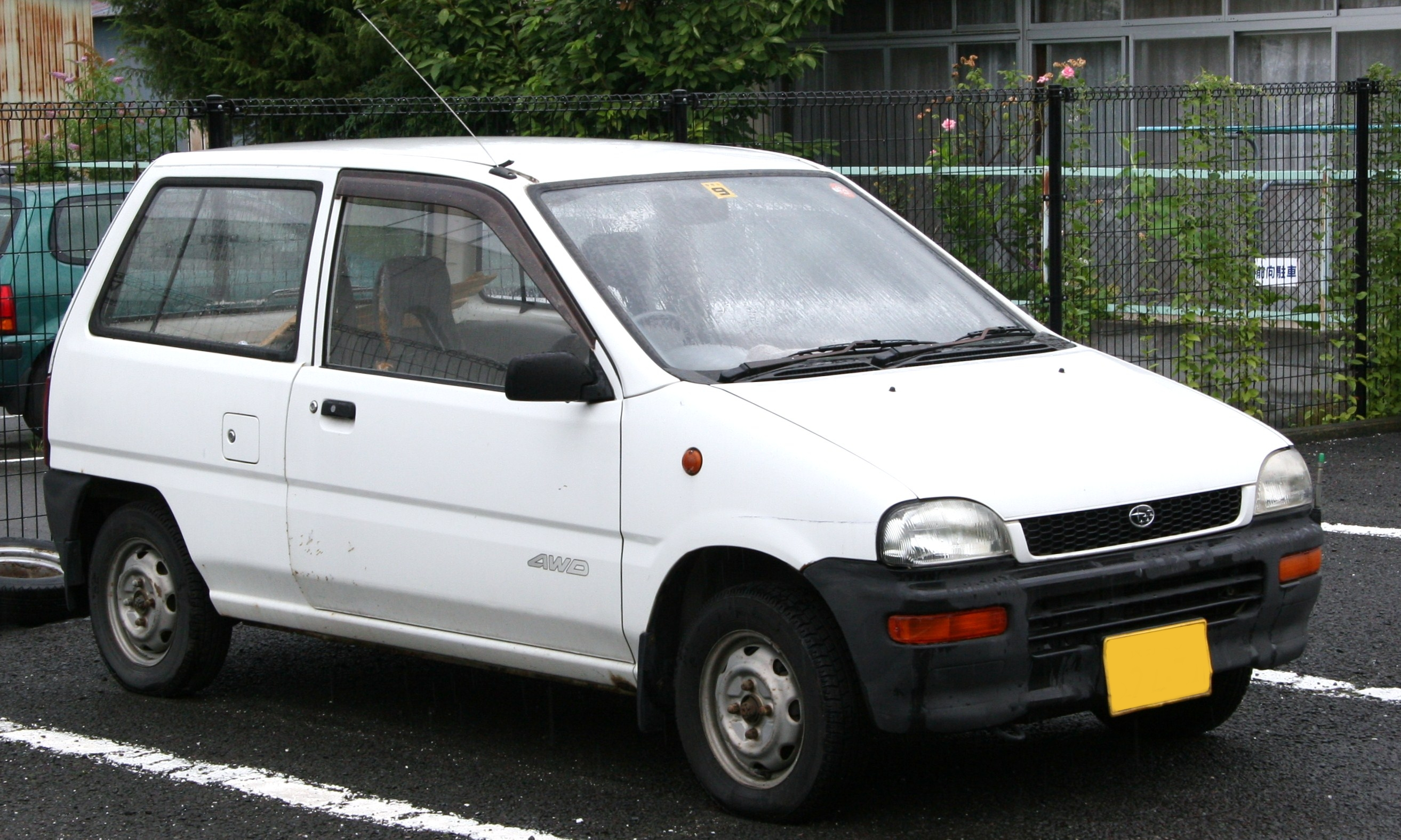
Subaru Rex KH driedeurs
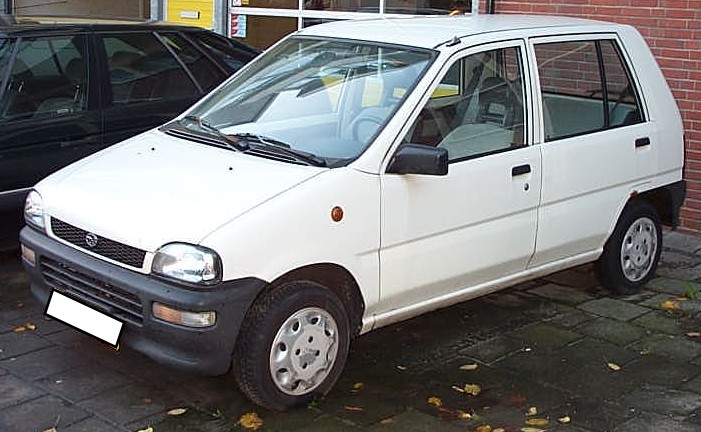
Subaru Rex KH vijfdeurs

In juni 1989 vond er een facelift plaats, de EK-motor met 665 cc werd vervangen door de EN05-motor, waardoor het vermogen toenam tot 28 kW (38 pk) voor de standaardmotor en 45 kW (61 pk) voor de supercharged-motor. In juli kregen de exportversies dezelfde wijzigingen en werden de Subaru Mini Jumbo M80 genoemd in Europa en Subaru Fiori in Australië. 
Al in maart 1990 was er weer een facelift met een 660 cc-versie van de EN-motor en een meer afgerond front als gevolg van nieuwe regelgeving voor kei cars. Voor de export was er ook een 758 cc viercilinder EN08-motor. Deze leverde 31 kW (42 pk) bij 6.000 toeren per minuut waarmee de auto maximaal 138 km/u haalde.
Het einde voor de Rex kwam in maart 1992 toen hij werd vervangen door de Subaru Vivio. In China werd de KG/KH geproduceerd en verkocht als Jiangbei Meilu JJ 7090.
In productie:
Impreza ·
WRX STi ·
XV · 
Forester ·
Levorg ·
Legacy ·
Outback ·
BRZ

Niet meer geproduceerd:
360 · 
Sambar · 
R-2 · 
Rex (Mini Jumbo) ·
Vivio ·
Exiga ·
Justy/G3X Justy ·
1000 ·
Traviq ·
Baja ·
E-wagon (Libero) · 
1500 ·
Leone · 
Trezia · 
XT · 
SVX ·
Tribeca

Conceptauto's:
Viziv ·
B5-TPH ·
Hybrid Tourer ·
B11S